# نلیوان
نلیوان، روستایی از توابع بخش مرکزی شهرستان اشنویه در استان آذربایجان غربی ایران است. نلیوان مهد گیلاس شهرستان اشنویه و به عنوان دروازه ی شهر گیلاس شناخته می شود .
نلیوان دارای طبیعتی بکر و زیبا و یکی از زیباترین و استراتژیک ترین روستا های شهرستان اشنویه هستش .
مکان های دیدنی این روستا شامل قلی چاووش،  پادگان قدیمی ،کانی مامل ،شیره سوار .و...هست.

## جمعیت
این روستا در دهستان اشنویه شمالی قرار دارد و براساس سرشماری مرکز آمار ایران در سال ۱۳۸۵، جمعیت آن ۸۷۸ نفر (۱۴۵ خانوار) بوده‌است.